# Lenka Blehova Čelebič
Lenka Blehova Čelebić (Most, 1961) je češko-crnogorska filološkinja, istoričarka i paleografkinja jedna od najvećih stućnjakinja za srednji vek na ovim prostorima. Ona je prva istoričarka koja je osvetlila život i položaj žena u srednjevekovnom Kotoru. Autorka je više značajnih publikacija koje se bave srednjevekovnom istorijom crkve u Crnoj Gori.

## Biografija
Nakon što je diplomirala klasičnu filologiju na Filozofskom fakultetu Karlovog Univerziteta u Pragu, Lenka se zapošljava kao asistentkinja na Institutu za češki jezik Češkoslovačke akademije nauka gde ostaje od 1980 do 1985 godine. Naredne godine završava doktorske studije iz srednjevekovne latinske književnosti na Karlovom Univerzitetu u Pragu.  Na Istorijskom Institutu Crne Gore se zapošljava 1994. Godine kao naučna saradnica a godine 2000. završava još jedne doktorske studije, ovog puta na Univerzitetu u Novom Sadu sa temom “Žene Srednjevjekovnog Kotora”. Lenka je radila i kao predavačica na program Ženskih studija u ANIMI.

## Naučnoistraživački rad - izbor
Položaj žena u Kotoru u srednjem veku
Lenka Blehova Čelebić je prva koja je ušla u arhivksu građu grada Kotora i izučila vereničke i bračne pravne, verske i običajne srednjovekovne prakse i time ukazala na ulogu i položaj žena u ovom periodu, što je prvi pokušaj uvođenja žena u pozitivističku istoriju u Crnoj Gori. U njenom radu pod nazivom „Žene srednjovekojekovnog Kotora“ se otkrivaju ugovaranja maloletničkih brakova, često devojčica od 10 do 12 godina starosti (punoletnom devojkom se u to vreme smatrala devojčica od 12 do 14 godina) za znatno starije muškarce kao i pravilo ugovaranja brakova iz interesa u višim slojevima društva, što nije bilo neuobičajeno za Evropu srednjeg veka  ali nam ovaj uradak nudi i lične priče koje ukazuju na neposlušnot, pobune i posledice što daje poseban osvrt na to vreme. Lenkina metodologija na neobjavljenoj arhivskoj građi je omogućila nove uvide u istoriju žena na tlu Crne Gore. 
Lenka je takođe posvetila pažnju i životu žena u srednjovekovnom samostanu u Kotoru, razlozima za stupanje u samostan i ulozi koju su imale u društvu kao i trećeretkama i njihovom delovanju i sudbinama. 

Srednjovekovna istorija Crkve na prostoru Crne Gore
Kao stručnjakinja za Srednji vek, Lenka posebnu pažnju pridaje crkvi, tačnije, prvom pojavljivanju hrišćanske crkve i kasnije odnosu tadašnje Duklje i Vatikana. Pristupajući arhivskoj građi u Apolstolskom arhivu u Vatikanu, Veneciji, Pragu, Petrogradu, Beču i još u nekih desetak lokalnih arhiva u Srednjoj Evropi, Lenka prvi put objavljuje neke spise koji datiraju iz 11 veka. Lenkina naučna otkrića o Duklji i Vatikanu u 11. veku je predstavio Državni arhiv Crne Gore.
Prvi tom njene knjige „Istorija Crkve“ se očekuje krajem 2024. godine, a Ministarstvo kulture Crne Gore je podržalo njen projekat pisanja istorije crkve od 1500-1800 godine. Lenkina metodologija arhivskog istraživanja svakodnevnog života duhovnih i svetovnih lica ukrštena su sa tokovima evropske istorije i crkve kao nosioca kulturno-političkih struja. 
U okviru višedecenijskog istraživanja istorije crkve, Lenka je objavljivala mnoge radove koji su značajni za razumevanje političkih tokova za rađanje državnosti kao i hrišćanstva u Crnoj Gori. Primer je „Kotorski Misal – Misal svetog Jakova od Lođa”, bogoslužbeni manuskript iz 12. Veka pisan na pergamentu,a koji je najstariji liturgijski rukopis na teritoriji Crne Gore a koga je ona naučno obradila. 
Lenkin sveobuhvatni rad na srednjovekovnoj istoriji Boke se osvrće i na upotrebu narodnog jezika u bogosluženju u srednjem veku , upravljanje crkvenim dobrima, rimsku Kuriju i kugu u Kotoru.

## Knjige
1. Istorija Crkve 1;  Podgorica : Boka F, 2025; ISBN - 978-9940-806-10-1
2. Lectionarium et Pontificale Catharense 1166; Tivat : Hrvatsko nacionalno vijeće Crne Gore ; Podgorica : Boka F, 2020; ISBN -  978-9940-9703-8-3; 978-9940-9750-8-1
3. Kotorski misal sv. Jakova od Lođe; Tivat : Hrvatsko nacionalno vijeće Crne Gore ; Podgorica : Boka F, 2019; ISBN - 978-9940-9703-7-6; 978-9940-9750-6-7
4. Prameny k dějinám Židů v Čechách a na Moravě ve středověku : od počátků do roku 1347; Praha : Historický ústav AV ČR : Filosofia, 2015; ISBN - 978-80-7286-248-1
5. Hrišćanstvo u Boki : 1200-1500 : kotorski distrikt; Podgorica : Pobjeda : Istorijski institut Crne Gore 2006; ISBN - 86-309-0219-1
6. Rimska kurija i Kotor krajem srednjeg vijeka; Herceg-Novi : Gradska biblioteka i čitaonica, 2005; COBISS.CG-ID - 33164804
7. Žene srednjovjekovnog Kotora; Podgorica : CID, 2002; ISBN - 86-495-0143-5